# Sanaa El Aji
Sanaa El Aji (nacida en 1977 en Casablanca) es una socióloga, escritora y periodista marroquí.

## Biografía
Sanaa El Aji nació en 1977 en Casablanca, en el seno de una familia modesta de un barrio obrero. Primera de diez hermanos.

## Trayectoria
El Aji comenzó su carrera como periodista en la revista Nichane, versión árabe marroquí de la revista francófona TelQuel. Editó el artículo semanal "Batoul" entre septiembre de 2006 y octubre de 2010 y continuó su trabajo como joven liberada y divorciada en oposición a las convenciones sociales.
En 2006, El Aji protagonizó un escándalo cuando en uno de sus artículos, "Humor marroquí", escribió chistes ofensivos para la sensibilidad religiosa. El Aji y el redactor jefe, Driss Ksikes, fueron condenados a tres años de cárcel, y su revista fue suspendida por un tribunal de Casablanca por denigrar el Islam. Ambos recibieron amenazas de muerte tras un agresivo reportaje contra ellos en las cadenas nacionales de televisión. El Aji dijo que no pretendía ofender la sensibilidad religiosa, y se disculpó públicamente.
En los años siguientes, la periodista siguió escribiendo para varias publicaciones marroquíes y fue redactora de un artículo en el periódico de habla árabe Al Ahdath Al Maghribia. En 2016 se doctoró en Sociología en la Universidad de Aix-Marsella. Es autora de varias novelas; su libro más reciente, basado en su tesis doctoral en sociología, "Sexualité et Célibat au Maroc: Pratiques et Verbalisation" ha alcanzado notoriedad nacional.
En 2019, fue una de las 490 firmantes de una petición a favor de las libertades sexuales, junto con la escritora Leïla Slimani, la directora Sonia Terrab y la exministra Hakima El Haite, una iniciativa tomada tras la detención del periodista Hajar Raissouni.

## Obra
- Majnounatou Youssef (2003)

- Lettres à un jeune Marocain (2009)

- Femmes et religions (2014)

- Sexualité et Célibat au Maroc: Pratiques et Verbalisation (2018)